# Helena Laine
Sirpa Helena Laine (Helsínquia, 30 de março de 1955) é uma atleta finlandesa aposentada de lançamento de dardo que participou dos Jogos Olímpicos de Verão de 1984.